# 原三溪記念室
原三溪記念室（はらさんけいきねんしつ）は、岐阜県岐阜市にある博物館。
岐阜市歴史博物館の分室であり、正式名称及び岐阜市の条例上の名称は岐阜市歴史博物館分室　原三溪記念室である。
もえぎの里に併設する。

## 概要
岐阜市柳津町佐波（旧・美濃国厚見郡佐波村）出身の実業家、美術品収集家の原三溪に関する展示を行う施設である。展示資料は原三溪の生涯や業績を紹介するパネルが中心であるが、年に数回、原三溪や関わった人物の作品や資料、旧・柳津町の歴史資料及び民具の企画展示を行う。
柳津地区の歴史資料、民具はもえぎの里内の民俗資料収蔵庫に保管しており、利用する場合は岐阜市歴史博物館への事前予約が必要である。
2000年（平成12年）4月、羽島郡柳津町の歴史資料、民具の保管展示の施設の柳津町歴史民俗資料館として開館。2006年（平成18年）1月に柳津町が岐阜市に編入されると岐阜市歴史博物館の分室となり、柳津歴史民俗資料室に改称。2016年（平成28年）10月8日に展示内容を大幅に変更し、原三溪記念室となる。
博物館法上の博物館（登録博物館）である（岐阜市歴史博物館の分室として）。

## 主な展示内容
- 原三溪に関するパネル展示（業績、社会貢献、年表、関わる人物、三溪園など）
- 柳津の歴史[3]
- 企画展示コーナー
- 近隣の学校（境川中学校、柳津小学校、鶉小学校、且格小学校など）の活動紹介[3]

## 利用案内
- 所在地：岐阜県岐阜市柳津町下佐波西1丁目15番地（もえぎの里2階）
- 開館時間：9:00 - 17:00
- 休館日：月曜日（月曜日が祝日の場合は翌日）、年末年始（12月28日 - 1月3日）
- 入館料：無料

## 交通アクセス
- 岐阜バス茜部三田洞線「もえぎの里」バス停より徒歩すぐ。
  - 岐阜駅（JR岐阜駅バスターミナル）、名鉄岐阜駅（名鉄岐阜のりば）より【E71】高桑行き、【E72】もえぎの里行き
- 境川らくちゃんバス「やないづもえぎの里」バス停より徒歩すぐ。

## 周辺施設
- 岐阜市もえぎの里多目的体育館
- 岐阜市柳津生涯学習センター
- 岐阜市立境川中学校
- 岐阜市立柳津小学校
- カラフルタウン岐阜
- 岐阜流通センター
- トヨタ紡織岐阜工場